# Opération funky 2
Série
Opération funky
(2002)
Pour plus de détails, voir Fiche technique et Distribution.
Opération funky 2 (Undercover Brother 2) est un film américain réalisé par Leslie Small et sorti en 2019. C'est la suite d'Opération funky sorti en 2002.

## Synopsis
Il y a 16 ans, Undercover Brother et son jeune frère suivaient de près le dirigeant d'un syndicat mondial raciste, mais se sont accidentellement retrouvés pris dans une avalanche de neige blanche. Après avoir été découverts et décongelés, Undercover Brother est resté dans le coma. Maintenant, c'est à son petit frère de finir le travail qu'ils ont commencé.

## Fiche technique
- Titre original : Undercover Brother 2
- Titre français : Opération funky 2
- Réalisation : Leslie Small
- Scénario : Ian Edwards et Stephen Mazur
- Musique : Stanley Clarke
- Costumes : Barbara Vazquez
- Décors : Semret Fesseha
- Pays d'origine : États-Unis
- Genre : Comédie
- Durée : 84 minutes
- Date de sortie : 
  - États-Unis : 5 novembre 2019

## Distribution
- Michael Jai White : Undercover Brother
- Barry Bostwick : The Man
- Laila Odom : Chief Honey
- Jeff Daniel Phillips : Actor
- Tyler Crumley : Young Manson
- Vince Swann : Lionel